# Народная Оборона Западной Боснии
Народная Оборона Западной Боснии (босн. и хорв. Narodna Odbrana Zapadne Bosne, серб. Народна одбрана Западне Босне, сокращённо NOZB или НОЗБ) — правительственное военизированное формирование Автономной Области Западной Боснии, существовавшее с 1993 по 1995 год. Расформирована после уничтожения АОЗБ.
Верховным Главнокомандующим НОЗБ являлся президент Автономной Провинции Фикрет Абдич (Бабо).

## История
Начавшаяся в 5-м Корпусе АРБиГ борьба за влияние, сподвигла солдат перейти на сторону Народной Обороны. Автономисты пытались установить свой контроль в городе Цазин, но 20 сентября 1993 года, в город вошла колонна грузовиков, насчитывающая 500 солдат, и оккупировала город. Солдаты 5-го Корпуса пробыли там не долгое время. Большинство бойцов пришедших в ряды Народной Обороны, были военнослужащими 521-й и 527-й бригад 5-го Корпуса АРБиГ, дислоцирующихся в Великой Кладуше, а позже они стали костяком Народной Обороны: 1-й и 2-й бригадой НОЗБ. Бойцы 504-й бригады, и части 503-й бригады из города Цазина, а также 517-й бригада из города Пьяничи, превратились в 4-е полноценных бригады НОЗБ. 5-му Корпусу АРБиГ удаётся создать несколько анклавов на территории Автономии, но из-за нехватки снабжения, и опасения нападения Войска Республики Сербской, они покинули территорию Автономистов.
15-го октября 1993 года, Войско Республики Сербской атаковала 5-й Корпус АРБиГ, тем самым предоставив возможность Народной Обороне свободно зайти в город Цазин, поскольку все основные силы 5-го Корпуса были брошены на борьбу с ВРС. Штурмом города Цазина руководил командир 4-й бригады НОЗБ-а Невзад Дерич "Keđo". Но, на следующий день, 16-го октября 1993 года все атаки были прекращены, и НОЗБ была вынуждена вернуться на исходные позиции. В отместку, 18 октября 1993 года, 5-й Корпус АРБиГ начал наступление на Велику-Кладушу, город подвергся артиллерийскому обстрелу, но автономисты смогли сдержать натиск 5-го Корпуса АРБиГ. Важное событие в истории как и НОЗБ-а так и АПЗБ, произошло 22-го октября 1993 года, когда состаялась встреча Фикрета Абдича, президента Республики Сербской Радована Караджича и президента СР Югославии Слободана Милошевича, на которой было продемонстрировано, что между мусульманской стороной Фикрета Абдича и правительством Республики Сербской есть дружеские отношения. В начале ноября 1993 года, 1500 бойцов Народной Обороны прошли по территории Республики Сербская Краина, и внезапно атаковали 5-й Корпус АРБиГ с запада, и продвинулись на несколько километров вдоль границы Цазинской и Сербской Краин, приблизившись на 10 километров к Цазмну, освободив деревню Скокови и продвинувшись на 10 километров южнее. В это время, на реке Уне, на границе АОЗБ и РСК, в селе Шамарице, основан штаб для поддержки Народной Обороны и Абдича, начальником штаба был назначен Йовица Станшич, а заместителем начальника был назначен Франко Симатович.
Ближе к концу 1993 года, НОЗБ контролировала треть Цазинской Краины, а численность армии подходила к отметке 10000 тыс. человек. У НОЗБ-а не имелось большого количества необходимого вооружения для проведения масштабных наступательных операций, но, несмотря на это НОЗБ смогла существенно сократить территорию 5-го Корпуса АРБиГ. К декабрю 1993 года, линия фронта между 5-м Корпусом и НОЗБ стабилизировалась. В начале 1994 года, территория АПЗБ насчитывала 60 кв. м. на севере так называемого "Бихачского котла", и теперь у НОЗБ-а имелось несколько танков и десяток единиц артиллерии. В середине января 1994 года, 5-й Корпус перешёл в наступление, продвинулся на 2 км. и занял деревню Скокови. 16 февраля 1994 года, при поддержке сербских артиллеристов, НОЗБ предприняла атаку на город Цазин, но атака была отбита превосходящими силами 5-го Корпуса. В июне 1994 года, между 5-м Корпусом АРБиГ и Войском Республики Сербской было заключено перемирие, таким образом Атиф Дудакович и все основные силы 5-го Корпуса могли переместиться на фронт с НОЗБ. Атифу Дудаковичу было выгодно, чтобы Абдич не подписывал перемирие.

## Вооружение
Стереотипным вооружением солдата НОЗБ является оружие АКМ, MP40 (приблизительно) и винтовки в основном советского производства (а возможно и югославского). Что же по одежде, то солдаты НОЗБ носили Бутан или гражданскую форму. Опознавательные знаки у солдат тоже были, но редко появлялись на документальных видеофрагментах. Однако НОЗБ была не боеспособна вести боевые действия против Армии Республики Боснии и Герцеговины в результате чего Республика Западная Босния просуществовала всего 3 года. Также на вооружении Народной обороны было несколько M53-59 Praga, миномёты, танки Т-34-85, иногда солдаты для передвижения использовали тракторы.

## Сражения

### ОсадаБихача
С 12 октября 1993 года по 5-е августа 1995 года, Народная Оборона Западной Боснии сражается против 5-го Корпуса АРБиГ и хорватских подразделений. "Автономистам" помогали армии Республики Сербской и Республики Сербской Краины. Исследовательско-документационный центр в Сараево установил, что за промежуток с 1991 по 1995 годы, в Бихаче, Босанской Крупе, Цазине и Великой Кладуше, умерли или пропали без вести, примерно 4856 человек. Окончательно Народная Оборона и Автономная Провинция Западная Босния, была уничтожена во время проведения хорватской наступательной операции "Буря" ("Oluja") при поддержке 5-го Корпуса АРБиГ в Бихаче, в период с 4-го по 7-е августа 1995 года.

### Операция "Тигр '94"
2-го июня 1994 года, 5-й корпус АРБиГ под руководством Атифа Дудаковича, начал наступление на территории Западной Боснии, и захватил её. Фикрет Абдич, боясь попасть под взгляд 5-го Корпуса АРБиГ, для безопасности бежал в Загреб, а 40000-й мусульманский народ Западной Боснии бежал в районы Турань, Батнога, Старо Село, Кордун. ("Egzoduz civila Zapadne Bosne", Изгнание граждан Западной Боснии). Эта операция была очень успешна для АРБиГ, так как в итоге этой операции была разгромлена Народная Оборона, и вытеснены сербские войска из Бихача.

### Операция "Паук"
4-го ноября 1994 года, Войско Республики Сербской под командованием Франко Симатовича и Йовицы Станшича (начальник и зам. начальника штаба поддержки АОЗБ) контратаковали АРБиГ и освободили простор Западной Боснии. Была провозглашена Республика Западная Босния. Республика просуществовала до падения Республики Сербская Краина.

## Фотографии

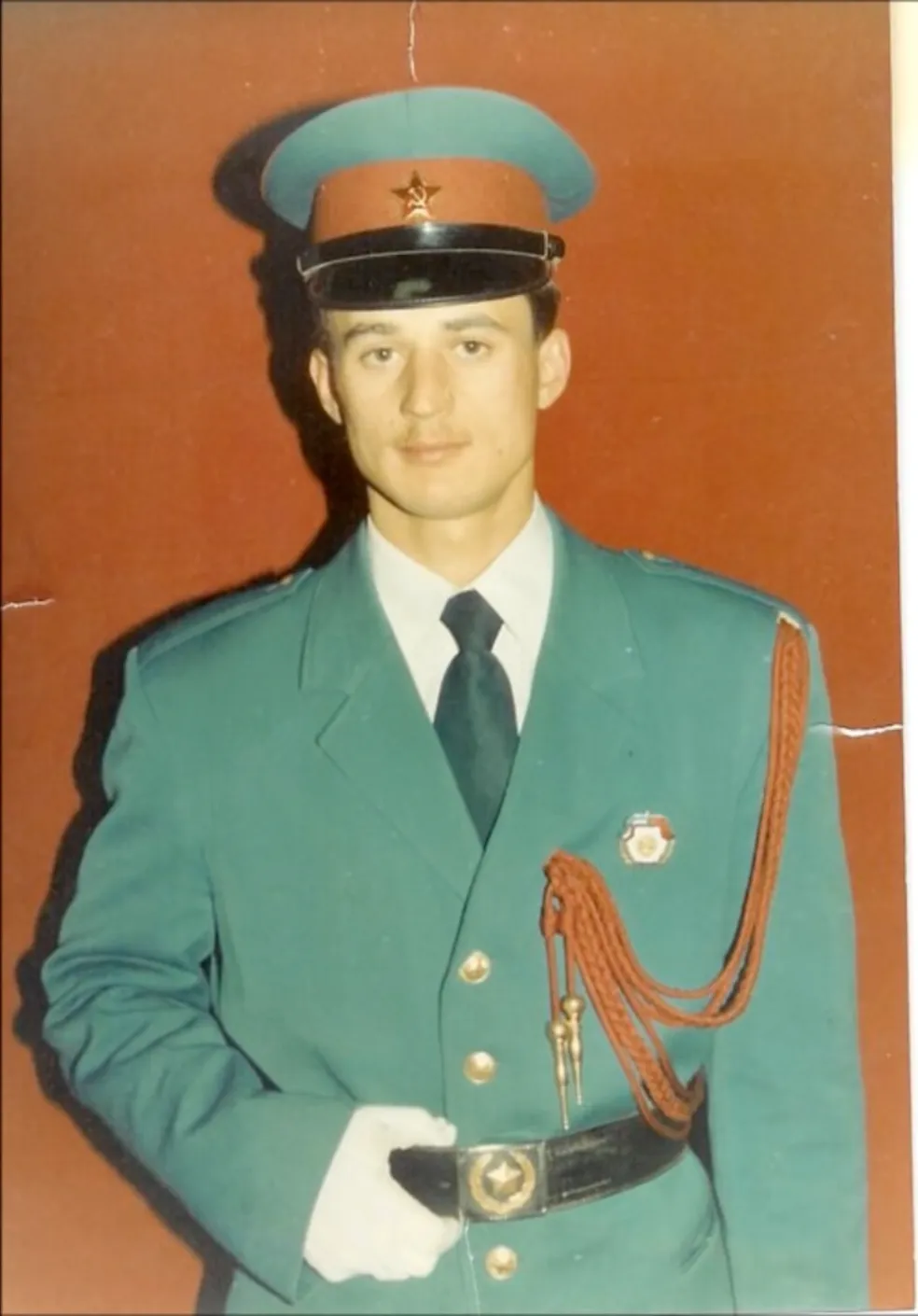
Ясминко Диздаревич «Jakić»

## Структура

### Структура НОЗБ-а 1993-1994 года
- 1-я бригада НОЗБ, командир Зумрет Бркич "Kobra"
- 2-я бригада НОЗБ, командир Нияз Нуханович
- 3-ья бригада НОЗБ, командир Осман Чаушевич
- 4-я бригада НОЗБ, командир Неазад Дерич "Keđo"
- Хасан Пашич "Ćelo", командир роты 4-й бригады НОЗБ-а
- 5-я бригада НОЗБ, командир Мухарем Черимович "Hare"
- 6-я бригада НОЗБ, командир Сеад Такалич "Ćećo"
- 7-я бригада НОЗБ

### Структура НОЗБ-а 1994-1995 года
- 1-я бригада НОЗБ, командир Изет Латич "Izo"
- 2-я бригада НОЗБ, командир Зумрет Бркич "Kobra", заместитель командира Адмир Мулалич "Ado"
- 3-ья бригада НОЗБ, командир Асим Башагич "Zenga"

### Министерство внутренних дел АПЗБ
- Полиция
- 1-я бригада военной полиции
- 4-я бригада военной полиции
- 7-я бригада Военной Полиции
- Бригада военной полиции "Suze" г. Цазин
- Бригада военной полиции Народной обороны Западной Боснии
- Бригада специальной полиции "Kerovi"

### Специальные подразделения НОЗБ-а
- Специальное подразделение "Odred "Šejla", командир Исмет Грачанин "Ćićmo"
- Специальное подразделение "Ajkini", командир Хасан Галияшевич "Ajkin"
- Специальное подразделение "Metalni", командир Рамиз Ризвич "Metalni"
- Специальное подразделение «Golubovi», командир Златко Хушидич
- Специальное подразделение "Zenge", командир Бесим Мухамедагич "Zenga"
- Специальное подразделение "Orlovi Pravde",  командир Ясминко Диздаревич "Jakić"
- Специальное подразделение "Zmajevi", командир Хашим Латич "Zmaj"
- Специальное подразделение интервенции "Keka", командир Един Кекич "Keka"
- Специальное подразделение "Jastrebovi"
- Специальное подразделение "Vidra"
- Специальное подразделение 'Husko"
- Специальное подразделение "Lovci"
- Специальное подразделение "Kobre"
- ДРГ "Jakić", командир Ясминко Диздаревич "Jakić"
- ДРГ "Crne Pume", командир Мирсад Мешич
- Списанный взвод специального назначения
- Специальное подразделение охраны строений и людей "OBL"
- Наставно-рекрутский центр "Surovi"

### Офицерский состав НОЗБ-а

#### Высший Офицерский состав
- Верховный Главнокомандующий НОЗБ - Фикрет Абдич "Babo"
- Командир НОЗБ - Асим Делич
- Заместитель командира НОЗБ-а - Хамдия Машич
- Начальник штаба НОЗБ-а - Хасиб Ходжич
- Начальник безопасности НОЗБ-а - Расим Башич

#### Средний Офицерский состав
- Зумрет Бркич "Kobra" - комбриг 1.бр НОЗБ-а 1993-1994 годов, комбриг 2.бр НОЗБ-а 1994-1995 годов
- Осман Чаушевич - комбриг 3.бр НОЗБ-а 1993-1994 годов
- Невзад Дерич "Keđo" - комбриг 4.бр НОЗБ-а 1993-1994 годов
- Хасан Пашич "Ćelo", командир роты 4.бр НОЗБ-а 1993-1994 годов
- Мухарем Черимович "Hare" - комбриг 5.бр НОЗБ-а 1993-1994 годов
- Сеад Такалич "Ćećo" - комбриг 6.бр НОЗБ-а 1993-1994 годов
- Изет Латич "Izo" - комбриг 1.бр НОЗБ-а 1994-1995 годов
- Асим Башагич "Zenga" - комбриг 3.бр НОЗБ-а 1994-1995 годов
- Исмет Грачанин "Ćićmo" - командир спец. подразделения "Odred "Šejla"
- Хасан Галияшевич "Ajkin" - командир спец. подразделения "Ajkini"
- Рамиз Ризвич "Metalni" - командир спец. подразделения "Metalni"
- Златко Хушидич - командир спец. подразделения "Golubovi"
- Бесим Мухамедагич "Zenga" - командир спец. подразделения "Zenge"
- Ясминко Диздаревич "Jakić" - командир спец. подразделения "Orlovi Pravde", командир ДРГ "Jakić"
- Мирсад Мешич - командир ДРГ "Crne Pume"
- Един Кекич "Keka" - командир спец. подразделения "Keka"
- Хашим Латич "Zmaj" - командир спец. подразделения "Zmajevi"

## Подконтрольные территории
Подконтрольные территории Народной Обороны были: населённые пункты: Врнограч, Печиград, Трзач и Велика-Кладуша. В результате Операции "Тигр 94", Автономная Провинция потеряла свои подконтрольные территории, однако уже во время Операции "Паук", с помощью сербов из Республики Сербской и Республики Сербской Краины вернула свои территории, но уже в малом количестве. В таком виде Республика Западная Босния просуществовала не долго, и уже после Операции "Буря", Народная Оборона была уничтожена, как и Западная Босния.

## Память
В 2013 году, Конституционный Суд Боснии и Герцеговины, принял решение уравнять права военнослужащих Народной Обороны с военнослужащими АРБиГ и ХВО.
Память о бойцах, командирах, и в общем о Западной Боснии, увековечена в музыке, написанной гражданами Западной Боснии и военнослужащими Народной Обороны.